# Michele Avitabile
Michele Avitabile Marchese (Napoli, 2 dicembre 1818 – Gerace, 18 luglio 1871) è stato un banchiere e politico italiano.
Secondo di sei figli nati dal matrimonio tra il Marchese Gennaro Avitabile (1786-1854) e la sua seconda moglie, la N.D Michela Muscari Cappellieri. Già direttore del Banco di San Giacomo su nomina di Garibaldi è stato il primo presidente post-unitario del Banco di Napoli. Ricoprì tale incarico sino al luglio del 1864 quando venne misteriosamente sostituito. Il 30 gennaio 1863 è vittima di un sequestro di persona: rapito dal brigante Antonio Cozzolino viene liberato per un riscatto di 9000 scudi contro i 20.000 richiesti..
Partecipò alla campagna dell'agro Romano facendo parte della colonna Nicotera nella Battaglia di Mentana. Dopo essere stato eletto consigliere nel Comune di Napoli, divenne deputato della sinistra storica. Durante il suo mandato fu protagonista di numerose interpellanze. Si distinse per la competenza nelle materie economiche. Morì all'età di 53 anni a Gerace in provincia di Reggio Calabria, lasciando una moglie (Antonietta Ungaro dei Duchi di Montejasi) e otto figli. Oltre ad una gran quantità di beni immobili ereditati dalla famiglia paterna (già Marchesi Avitabile di Montebianco) che poco dopo la sua morte furono venduti all'asta per ragioni non chiare.